# Сервениус, Элиза
Элиза Сервениус (швед. Elisa Servenius, урождённая Bernström, также известная как Johanna Servenius) — женщина, служившая в шведской армии, переодевшись в мужчину.
Была награждена медалью за храбрость в бою (För tapperhet i fält), став первой и единственной женщиной в Швеции, удостоенной этой награды за храбрость в битве на суше, в то время как Брита Хагберг и Анна Энгстен были награждены этой же медалью за храбрость в море.

## Биография
Согласно исследованиям историков, Элиза до вступления в брак с рядовым королевского пехотного полка Бернхардом Сервениусом (Bernhard Servenius) работала служанкой. Когда её муж был призван на русско-шведскую войну 1808—1809 годов, она последовала за ним, одетая как мужчина. Принимала участие в битве Slaget vid Sävar и в сражении при Ратане. Её пол был обнаружен во время следующего перехода к городу Питео, где она собиралась в третий раз принести пользу своему отечеству, участвуя в очередном сражении. Однако Элиза была уволена из армии, но при этом награждена шведской медалью за храбрость на суше (För tapperhet i fält).
Отчет о боевых заслугах Элизы Сервениус составили и доложили генерал Густав Вахтмейстер и адмирал Йохан Пуке: первый рекомендовал назначить ей денежное вознаграждение, второй — удостоить военной награды за сражение при Ратане. Доклад о подвигах Элизы Севениус упоминается в дневниках шведской королевы Гедвиги Елизаветы Шарлотты Гольштейн-Готторпской, где Элиза названа амазонкой.
Муж Элизы в боях был пленён и освобожден из русского плена в 1810 году. После этого они воссоединились в Стокгольме и вместе последовали за полком Бернхарда в Штральзунд шведской Померании.

## Память
- Элиза Сервениус стала одним из персонажей исторического романа Бьёрна Холма[швед.] «Affairen vid Ratan» (2003), где она представлена как Катрин Сервениус[3].
- Под именем Катрин Сервениус она также является главной фигурой песни из альбома Korpkvädet (2009) шведской группы Ultima Thule[4].
- История Элизы легла в основу театральной пьесы «1809 i kärlek & krig» Томаса Андерссона (Thomas Andersson), режиссёр Олле Торнквист (Olle Törnqvist), представленной в театре Norrbottensteatern в 2009 году[5].